# Chai (ebraismo)

Chai

Chai (in ebraico חַי‎? "vivente" (traslitt. ḥay) è una parola ebraica che appare frequentemente nella cultura degli ebrei; le lettere ebraiche della parola stessa sono spesso usate come simbolo visivo.

## Linguistica
La parola è composta da due lettere dell'alfabeto ebraico - Chet (ח‎) e Jodh (י‎), che formano "chai", che significa "vivo" o "vivente". L'ortografia più comune è appunto "Chai", ma la parola viene occasionalmente scritta "Hai". La pronuncia moderna usuale è [ χąi ], mentre una trascrizione della pronuncia in ebraico biblico e mishnahico sarebbe  [ ħąi ] (con una consonante faringale).

## Associazioni numerologiche
Esistono varie speculazioni numerologiche mistiche sul fatto che, secondo il sistema della ghematria, l'addizione delle lettere di chai totalizzano il numero 18 (cfr. "Lamedvavniks", ecc.). Per tale ragione, 18 è un numero spirituale nell'Ebraismo e molti ebrei come risultato fanno regali di denaro in multipli di 18.

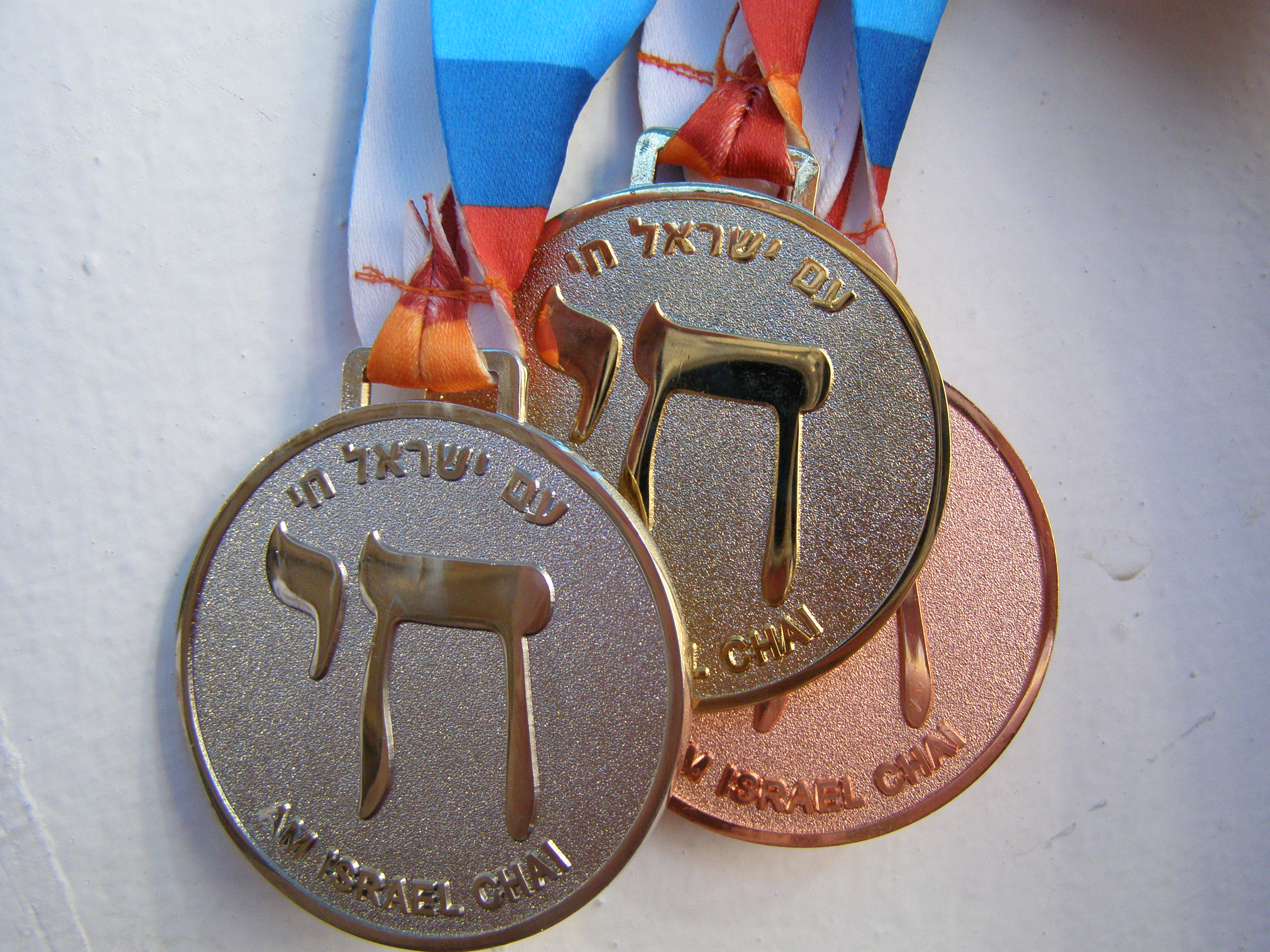
Medaglie delle Maccabiadi con il simbolo Chai

## Nella cultura ebraica
Il simbolo Chai viene indossato dagli ebrei intorno al collo, in modo simile ad altri simboli ebraici, come per esempio la Stella di David e la Hamsa.
In ebraico la parola correlata chaya significa "essere vivente" o "animale", e deriva da chai (חי‎), che significa appunto "vita".
Gli ebrei spesso fanno donativi in multipli di 18 come sopra spiegato, e questa usanza viene chiamata "dare il chai". Invii fatti da enti di benevolenza di solito suggeriscono che donazioni di carità vengano eseguite in multipli di chai (18, 36, 54 dollari/euro, ecc.) piuttosto che nei soliti multipli di 25.
Appare inoltre nello slogan "ʿam yisraʾel ḥay!" (in ebraico עַם יִשְרָאֵל חַי‎?, "Viva il popolo di Israele!").
Nello Eurovision Song Contest 1983, che venne tenuto in Germania quarant'anni dopo l'Olocausto (Shoah), Israele partecipò con una canzone intitolata Chai eseguita da Ofra Haza e che includeva le parole Am Yisra'el chai.
In Johannesburg (Sudafrica), esiste una stazione radio ebraica chiamata "Chai FM".
In una registrazione della BBC del 20 aprile 1945 con i sopravvissuti del campo di sterminio di Bergen-Belsen cinque giorni dopo la loro liberazione, si vede il gruppo che conduce una cerimonia all'aperto sul suolo tedesco per la prima volta dall'inizio della guerra, con alcuni di loro che stanno ancora morendo nel campo liberato – i sopravvissuti cantano l'inno che in seguito diverrà l'inno nazionale di Israele, "Hatikvah". Alla fine dell'inno, un uomo urla "Am Yisrael Chai, il popolo di Israele è vivo!"

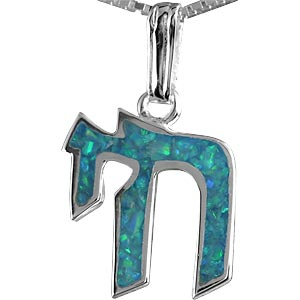
Ciondolo Chai

## Gioielleria Chai
Elvis Presley indossava una catenella Chai mentre si esibiva in pubblico verso la fine della sua vita.